# Національне кінематографічне управління Канади
Національне кінематографічне управління Канади — суспільна продюсерська та дистриб'юторська організація Канади, що спрямована на підтримку кінематографу у країні. Організація належить Уряду Канади та здійснює виробництво та дистриб'юцію документальних фільмів, анімації, вебдокументарів. З початку своєї діяльності Національне кінематографічне управління Канади виробило загалом понад 3000 фільмів, які виграли понад 5000 різних нагород.

## Місія

#### Коротка хронологія
- 1939: Уряд Канади створює Національну кінематографічну комісію для доповнення діяльності Канадського Урядового кінематографічного бюро. Основна мета - "створювати та розповсюджувати фільми, які б допомогли канадцям в усіх регіонах Канади зрозуміти життя та проблеми канадців в інших регіонах."
- 1950: Парламент Канади узгоджує Акт про національний кінематограф, згідно з яким функція управління -  "виробляти, розповсюджувати та просувати виробництво та розповсюдження фільмів, спрямованих на пояснення Канади канадцям та іншим націям". Цей акт також вказав, що Національне кінематографічне управління Канади створено і для сприяння дослідженню кінематографу.
- 1984: У новій політиці щодо національного кінематографа вказується також відеопродукція.
- 2008: Національне кінематографічне управління Канади анонсує новий Стратегічний план, у якому вперше вказується цифрова продукція.[4]

## Вибрана фільмографія
- Boogie-Doodle[en] (1941)
- Begone Dull Care[en] (1949)
- Neighbours[en] (1952)
- The Romance of Transportation in Canada[en] (1952)
- The Street[en] (1976)
- The Sand Castle[en] (1977)
- Canada Vignettes[en] (1977 - 1986)
- The Big Snit[en] (1985)
- The Cat Came Back[en] (1988)
- Bob's Birthday[en] (1993)
- Madame Tutli-Putli[en] (2007)
- Animal Behaviour[en] (2018)[2]